# Der Schlemihl
Der Schlemihl ist ein deutsches Filmlustspiel aus dem Jahre 1931 von Max Nosseck mit Curt Bois in der Titelrolle.

## Handlung
Der junge Angestellte Hartwig ist ein echter Schlemihl, er hat immer nur Pech. Gerade eben hat ihn sein Chef gefeuert. Doch da begegnet er einem Fürsten Janitscheff, der sein Schicksal zu wenden scheint: Der nämlich hält Hartwig für einen gewissen Herrn Döllinger, den er im vergangenen Jahr in Baden-Baden kennen gelernt hatte. Prompt scheint sich diese mutmaßliche Bekanntschaft von einst für den Schlemihl von heute auszuzahlen: Hartwig wird von dem reichen Exilrussen in einem Edelrestaurant an dessen Tisch gebeten, an dem auch die von Hartwig vergötterte, bildhübsche junge Tänzerin Garda Maro sitzt, und darf, auf Kosten Janitscheffs, nach Herzenslust schlemmen. Anschließend fordert der Fürst den angeblichen Bekannten vom letzten Sommer auf, ihn bei einer weiteren Vergnügungstour im Auto zu begleiten. Dabei steuert der Fürst seinen Wagen gegen einen Baum, woraufhin Hartwig kurzzeitig das Bewusstsein verliert.
Er wird in ein Krankenhaus eingeliefert und dort aufgrund der fürstlichen Auskunft als Patient Josef Döllinger behandelt. Alle Versuche Hartwigs, diesen Namensirrtum aufzuklären, scheitern. Für den behandelnden Arzt Prof. Dr. Fürchterlich ist dies nicht weiter verwunderlich, verlieren Unfallpatienten, wie er doziert, doch häufiger mal ihr Gedächtnis infolge eines Crashs. Fürst Janitscheff, der Unfallverursacher, sieht sich verantwortlich für die Misere des Schlemihls und bringt diesen nach der Entlassung aus ärztlicher Obhut in die Villa Döllinger. Der Adelige bittet Garda und einige weitere Freunde, sich am ersten Abend „daheim“ um den offensichtlich am Kopf leicht angeschlagenen Freund zu kümmern.
Garda vertreibt sich die Zeit im Haus, in dem sie sich ein wenig umschaut, und entdeckt dabei ein Tagebuch Döllingers. Dem entnimmt die junge Frau, dass es sich bei Döllinger um einen Verbrecher namens Tim Burke handelt. Nun glaubt sie, dass Hartwig einerseits ein falsches Spiel mit ihr und dem Fürsten treibe, findet aber diese „dunkle Seite“ des Betreuten irgendwie auch recht sexy und beginnt sich für den Schlemihl und mutmaßlichen Ganoven zu interessieren. Das Geschehen nimmt nun an Fahrt auf, als plötzlich ein echter Ganove namens Jack Brillant im Haus erscheint, mit seiner Frau, die er immer nur Sweetheart nennt, im Schlepptau. Jack erfährt, dass es sich bei Hartwig alias Döllinger alias Burke um einen Gangsterkumpel handele, und will diesen unbedingt kennen lernen, denn er sucht noch einen Komplizen für einen anstehenden Juwelenraub. Hartwig sagt zu, da er instinktiv spürt, dass die von ihm angehimmelte Garda auf „böse Jungs“, wie er angeblich einer ist, steht.
Der Juwelencoup misslingt natürlich prompt, und Hartwig, Jack und dessen Gattin müssen vor der Polizei fliehen. Garda hat das Malheur von einem gegenüber liegenden Café beobachtet. Bald trennen sich die drei Flüchtigen, und während das Ganovenpaar weiterzieht und der zurückgelassene Hartwig als vermeintlicher Feuerwehrmann im rasanten Feuerwehrauto entkommt, kehrt dieser in die Döllinger-Villa zurück. Dort trifft er jedoch Garda nicht mehr an. Die hat nämlich das Haus in dem Moment verlassen, in dem sie in der Zeitung las, dass der echte Tim Burke verhaftet wurde. Damit war ihr Interesse an Hartwig schlagartig erloschen. Und so ist der kleine Mann mal wieder der ganz große Pechvogel.

## Produktionsnotizen
Der Schlemihl entstand in nur zweieinhalb Wochen Drehzeit zwischen dem 7. und dem 24. August 1931. Der Film passierte die deutsche Zensur am 2. November 1931, wurde jedoch bereits am 15. Oktober 1931 in drei Wiener Kinos uraufgeführt. (Bois gastierte seit 18. September mit dem von ihm und Max Hansen verfassten Schwank Dienst am Kunden an den Wiener Kammerspielen). Die Berliner Premiere war am 27. November 1931.
Viktor Skutezky übernahm die Produktionsleitung. Die Filmbauten schuf Heinrich C. Richter, für den Ton sorgte Emil Specht.
Einziger Musiktitel war: „Wo brennt‘s“. Den Text dazu schrieb Marcellus Schiffer.

## Wissenswertes
Der Schlemihl war nicht nur Bois‘ erster Tonfilm, sondern zugleich eine der wenigen Leinwandproduktionen, in denen er eine alleinige Hauptrolle verkörperte. Der Film war ein „Überraschungserfolg“.
Der Schlemihl war das erste Werk des Rudolf A. „Rudi“ Fehr (* 6. Juli 1911 in Berlin, Deutsches Reich; † 16. April 1999 in Los Angeles, Kalifornien) als Schnittmeister. Er arbeitete anschließend einige Jahre in Deutschland und wurde in den USA zu einem deutsch-US-amerikanischen Filmeditor und Studioverantwortlichen sowohl bei Warner Bros. als auch bei American Zoetrope. Sein letztes Werk war Die Ehre der Prizzis (Prizzi’s Honor).

## Kritiken
Die zeitgenössischen Kritiken urteilten nach der Wiener Premiere am 15. Oktober 1931 ziemlich wohlwollend über den Film. Nachfolgend drei Beispiele:
Die Österreichische Film-Zeitung nannte Der Schlemihl einen „flott abrollenden, heiteren Film“ und zollte „dem ausgezeichneten Ensemble und den gelungenen Einfällen der Regie“ Respekt. Weiters war an anderer Stelle zu lesen: „Curt Bois gibt die komische Zaghaftigkeit, die der charakteristische Zug seiner Rolle ist, ausgezeichnet. Man könnte Szenen über Szenen aufzählen, die in ihrer drolligen Komik unwiderstehlich zum Lachen reizen. (...) Neben Curt Bois muß man das ausgezeichnete Ensemble erwähnen, vor allem die Tänzerin … La Jana.“
Die Neue Zeitung stellte fest, dass Der Schlemihl seinen Humor stark aus dem Fundus amerikanischer Groteskkomik schöpfe, und lobte vor allem den Hauptdarsteller: „Kurt Bois tut ein Uebriges, in dem er sich nicht zu sehr in den Vordergrund rückt …. Er übertreibt nicht, läßt sich willenlos von den Ereignissen treiben, und der Effekt ist ein lustiger Film, der aparterweise auf ein Happy end verzichtet. (…) Natürlich ist das Ganze ein „Unsinn“, wie der gebildete Kinobesucher eingestehen muß, aber er muß andererseits zugleich bekennen, daß er sich recht gut unterhalten hat…“.
Wiens Neue Freie Presse verglich Curt Bois‘ Spiel mit der Typenkomik Charlie Chaplins und schrieb in der Ausgabe vom 17. Oktober 1931: „Kurt Bois bringt für eine derartige Rolle von Haus aus sehr viel mit — einen melancholischen Gesichtsausdruck, der rührt und dabei mit der Fixigkeit der Gliedmaßen in einem urkomischen Widerspruch steht, und eben jene Beweglichkeit, die ihn zu allen möglichen tänzerisch-akrobatischen Bravouren reizt und auch befähigt. (…) Schließlich ist das Stück aus, ohne ein Ende zuhaben, und aus dem letzten Lachen dämmert dem Zuschauer das Bedauern, ein so ausgezeichnetes Können … wie die Kurt Bois‘ nicht vor eine höhere, das heißt vernünftigere und künstlerisch wertvollere Aufgabe gestellt zu sehen.“